# Erik Steinhagen
Erik Steinhagen (Rostock, 11 oktober 1989) is een Duitse zwemmer. Op de Europese kampioenschappen kortebaanzwemmen in 2011 won hij een bronzen medaille in de 4 × 50 m wisselslagestafette. 

## Palmares
| Europees Kampioenschap Korte Baan | Europees Kampioenschap Korte Baan | Europees Kampioenschap Korte Baan | Europees Kampioenschap Korte Baan |
| Jaar                              | Plaats                            | Medaille                          | Bewijs                            |
| --------------------------------- | --------------------------------- | --------------------------------- | --------------------------------- |
| 2011                              | Szczecin (Polen )                 | Brons                             | 4 × 50 m -wisselslagestafette     |